# Autrans
Autrans là một xã thuộc tỉnh Isère, vùng Rhône-Alpes đông nam nước Pháp. Xã này nằm ở khu vực có độ cao từ 1005-1711 mét trên mực nước biển.
Tại Thế vận hội mùa Đông 1968 ở Grenoble này đăng cai biathlon, trượt tuyết và ski jumping.